# Archaeocyon
Archaeocyon — викопний рід підродини псових Borophaginae, що походить із Північної Америки. Він жив в епоху олігоцену 32–24 Ma існував приблизно 8 мільйонів років. Види Archaeocyon є одними з найдавніших відомих борофагінів, хоча вид Otarocyon має дещо ранішу першу появу. Скам'янілості були знайдені на півночі Великих рівнин і вздовж західного узбережжя Північної Америки.
Кілька похідних особливостей зубів підтверджують спорідненість із Borophaginae та Caninae (підродина, яка включає живих собачих), а не з підродиною Hesperocyoninae базальних собачих. Часове положення Archaeocyon свідчить про спорідненість з борофагінами, оскільки перші члени Caninae з'явилися значно раніше.

## Види
Описано три види Archaeocyon. Два попередні види, A. pavidus і A. leptodus, відрізняються передусім розміром, причому A. leptodus більший. Третій вид, A. falkenbachi, має розмір A. leptodus і відрізняється від інших видів Archaeocyon коротшим і ширшим черепом.